# Atronic
Die Atronic-Gruppe ist ein deutscher Hersteller von Casinoequipment mit internationaler Marktpräsenz. Der Unternehmenssitz befindet sich in Lübbecke. Die Hauptentwicklungszentren befinden sich in Premstätten bei Graz (Österreich) und Las Vegas (USA).

## Geschichte
Atronic wurde 1969 als Motronic in Groß Sankt Florian gegründet. 
Die Motronic Elektronische Geräte GmbH meldete Patente zu Schaltungen für Fernmeldeanlagen, Spielautomaten und ein Lawinenverschüttetensuchgerät an.
In den 1980er-Jahren war Motronic an der Entwicklung des Btx-Terminals MUPID beteiligt, was sich als ökonomischer Fehlschlag erwies. Das war 1989 Thema im Steiermärkischen Landtag, da auch das Land Steiermark an der MUPID Computergesellschaft beteiligt war und Motronic mit Bürgschaften gestützt hatte. 
Motronic wurde von der Assmann-Unternehmensgruppe übernommen, auf Atronic umgetauft und mit Fördermillionen aufgepäppelt. Atronic sollte offenbar die elektronische Intelligenz für Waffensysteme aus der Produktion des Industriellen Emmerich Assmann (1926–2005) liefern, stellte aber nur Anrufbeantworter, Fernwahlapparaturen, Suchgeräte für Lawinenverschüttete und Spielgeräte für Casinos her.
1993 ging das Unternehmen ebenso wie die Assmann-Gruppe in Insolvenz. Die Elektronik-Fertigung wurde von der Seidel Elektronik übernommen, Atronic ging mit einem 13-köpfigen Entwicklungsteam an die Gauselmann-Gruppe, neuer Firmensitz war Lübbecke. Atronic entwickelte jetzt ausschließlich Spielgeräte für den Casinomarkt. Der Mitarbeiterstamm wuchs von 13 Arbeitnehmern 1993 auf nahezu 820 weltweit im Jahr 2003. Neben der Zentrale in Deutschland hatte Atronic Niederlassungen in Australien, Frankreich, Großbritannien, Monaco, Österreich, Peru, Russland, Südafrika und den USA. 2003 übernahm Atronic das französische Unternehmen MIS (Monaco Information Systems) und die in der Smartcard-Entwicklung tätige Grazer Firma GRIPS.
2004 stieg das amerikanische Unternehmen GTECH mit 50 Prozent bei Atronic ein. Im Jahr 2008 wurde der vollständige Verkauf von Atronic an GTECH abgeschlossen. Die Niederlassung in Groß St. Florian wurde geschlossen, ein Teil der 50 Mitarbeiter konnte zum Werk in Unterpremstätten wechseln, wo rund 300 Beschäftigte arbeiten. Das Gesamtunternehmen beschäftigte zu diesem Zeitpunkt 800 Mitarbeiter. GTECH hatte 2004 auch das kanadische Unternehmen Spielo erworben und war 2006 selbst von der italienischen Lottomatica übernommen worden. 2009 wurden Atronic und Spielo direkte Tochterunternehmen von Lottomatica und 2011 gemeinsam in Spielo International umfirmiert.